# NGC 4030

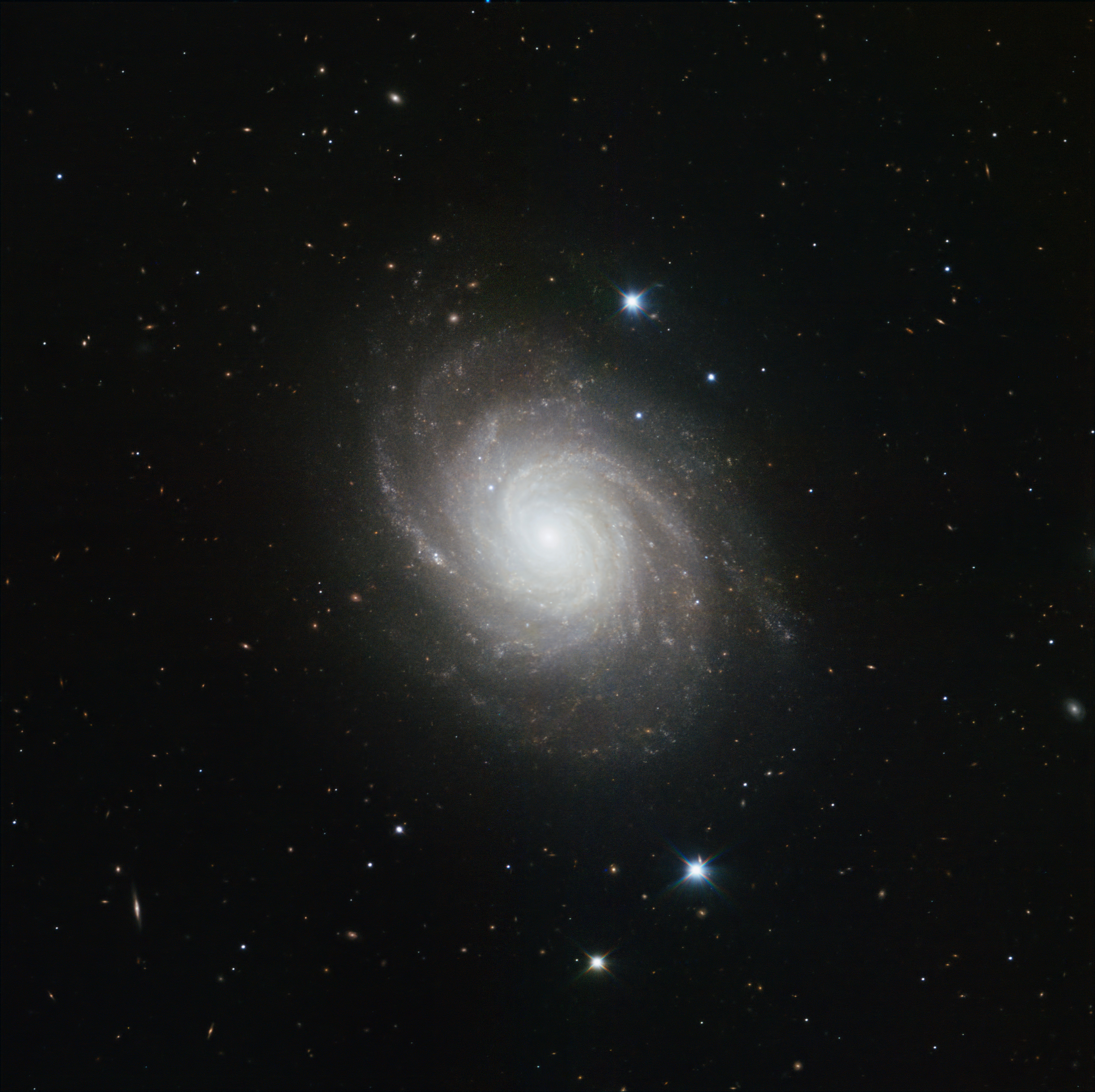
Hình ảnh hồng ngoại của NGC 4030

NGC 4030 là tên của một thiên hà xoắn ốc hoàn mỹ nằm trong chòm sao Xử Nữ. Khoảng cách của nó với Trái Đất của chúng ta là 64 triệu năm ánh sáng. Với độ sáng biểu kiến là 10,6, nghĩa là nó có thể nhìn thấy với một vệt sáng rộng 3' bằng một kính viễn vọng cỡ nhỏ. Nó nằm ở phía 4,75°Của hướng đông nam tính từ sao Beta Virginis. Thiên hà này nghiêng một góc 47,1 độ từ điểm nhìn của Trái Đất và đang di chuyển xa dẫn khỏi chúng ta với vận tốc 1,465 km/s.
Phân loại hình thái học của nó là SA(s)bc. Nghĩa là nó có cấu trúc xoắn ốc (SA), không thanh chắn (s) và các nhánh xoắn ốc của nó không chặt (bc). Phân bên trong của thiên hà này cho ta thấy cấu trúc xoắn ốc của nó phức tạp do có nhiều nhánh xoắn ốc và trở thành một mô hình xoắn ốc đối xứng kép và phát triển ra 49" từ lõi. Điểm phình trung tâm của nó khá trẻ với tuổi ước tính là 2 tỉ tỉ năm trong khi nhân của nó thì không hoạt động.
Ngày 19 tháng 2 năm 2007, một vụ nổ siêu tân tinh được phát hiện thông qua các bức ảnh chụp được từ kính viễn vọng có kích thước 1m tại đài thiên văn Las Campanas ở Chile. Siêu tân tinh này tên là SN 2007aa, loại IIP tại vị trí 68",5 bắc và 60",8 đông của nhân thiên hà. Ngôi sao tạo ra vụ nổ này là một ngôi sao lùn đỏ có kích thước từ 8,5 đến 16,5 lần khối lượng mặt trời.

## Dữ liệu hiện tại
Theo như quan sát, đây là thiên hà nằm trong chòm sao Xử Nữ và dưới đây là một số dữ liệu khác:
Xích kinh 12h 00m 23.643s
Độ nghiêng –01° 05′ 59.87″
Vận tốc xuyên tâm 1,465 km/s
Cấp sao biểu kiến 10.6
Kích thước biểu kiến 3′.8 × 2′.9
Loại thiên hà SA(s)bc